# Diane Craig
Diane Mary Craig es una actriz británica-australiana, conocida por sus participaciones en televisión.

## Biografía
Diane nació en el Reino Unido pero en 1960 se mudó a Australia.
Asistió a la prestigiosa escuela australiana National Institute of Dramatic Arts (NIDA), sin embargo después de un año la dejó.
El 13 de abril de 1971 se casó con el actor australiano Garry McDonald a quien conoció durante la producción de Let's Get A Divorce, la pareja le dio la bienvenida a su primer hijo el productor y director David McDonald y en 1974 a su hija la actriz australiana Kate McDonald.

## Carrera
En 1977 apareció en un episodio de la serie Young Ramsay donde dio vida a Tess Cameron, más tarde apareció de nuevo ahora interpretando a Sara durante el episodio "Dreamtime" en 1980.
Al año siguiente interpretó a Val Hudson en el episodio "The End of the Season" de la serie Matlock Police, más tarde en 1973 interpretó a dos personajes diferentes: Kate Wilson en "Grinning George" y a Christine Anderson "Vengeance". Su última aparición fue en 1974 cuando dio vida a Madeleine Reynolds en el episodio "Two to One Against".
En 1980 se unió al elenco recurrente de la serie Prisoner donde interpretó a la prisionera Jacqueline "Jacki" Nolan encarcelada por robo a mano armada, más tarde apareció nuevamente en la serie ahora interpretando a la monja Anita Selby, quien es arrestada por ocasionar disturbios durante una manifestación y luego puesta en libertad bajo fianza durante once episodios.
En 1987 interpretó a Diane Irving en la serie A Country Practice, anteriormente había aparecido por primera vez en la serie en 1982 donde dio vida a Judy Harper en dos episodios, al año siguiente interpretó a Carmel Hutchins en los episodios "Taking the Plunge: Part 1 & 2", su última aparición fue en 1991 donde interpretó a Deborah Townsend durante dos episodios.
El 8 de mayo de 1995 apareció como invitada en la popular serie australiana Home and Away donde interpretó a la directora Teresa Lynch, la madre de Joe Lynch hasta el 21 de junio del mismo año. Ese mismo año se unió al elenco recurrente de la serie Heartbreak High donde interpretó a la directora June Dyson hasta 1997.
En el 2001 interpretó a Sophie Hanrahan en la serie médica All Saints, anteriormente había aparecido por primera vez en la serie en 1999 donde interpretó a Colleen Collins durante el episodio "More Things in Heaven and Earth".
En el 2008 apareció en la serie australiana Out of the Blue donde interpretó a Deborah McManus.
En el 2009 apareció como invitada en la serie Underbelly: A Tale of Two Cities donde dio vida a Barbara Mackay, la esposa del activista y político Donald "Don" Mackay (Andrew McFarlane).
En el 2011 dio vida a Carolyn Fletcher en la serie Crownies.
En el 2012 apareció como invitada en la miniserie Howzat! Kerry Packer's War donde interpretó a una mujer bien vestida en los SCG.

## Filmografía
- Series de televisión

| Año         | Título                           | Personaje              | Notas                                 |
| ----------- | -------------------------------- | ---------------------- | ------------------------------------- |
| 2012        | Howzat! Kerry Packer's War       | Mujer Bien Vestida     | episodio # 1.2                        |
| 2011        | Crownies                         | Carolyn Fletcher       | episodio # 1.17                       |
| 2009        | Packed to the Rafters            | Marjory                | episodio "Brave New World"            |
| 2009        | Underbelly: A Tale of Two Cities | Barbara Mackay         | 3 episodios                           |
| 2008        | Out of the Blue                  | Deborah McManus        | 69 episodios                          |
| 2001        | All Saints                       | Sophie Hanrahan        | 4 episodios                           |
| 1998        | Medivac                          | Mrs. Flynn             | episodio "Code Purple"                |
| 1998        | Wildside                         | Robyn Stark            | 2 episodios                           |
| 1998        | Murder Call                      | Diana Cochrane         | episodio "Who Killed Cock Robin?"     |
| 1995 - 1997 | Heartbreak High                  | June Dyson             | 27 episodios                          |
| 1995        | Home and Away                    | Teresa Lynch           | 27 episodios                          |
| 1991        | Acropolis Now                    | Miss Joan Wilson       | episodio "The Kid"                    |
| 1991        | Chances                          | Barbara Taylor         | -                                     |
| 1990        | Family and Friends               | Pamela Chamber         | -                                     |
| 1989        | E Street                         | Dra. Elly Fielding     | -                                     |
| 1989        | Mission: Impossible              | Lady Michelle Faulkner | episodio "The Lions"                  |
| 1989        | The Flying Doctors               | Marion Burguess        | episodio "A Little Tenderness"        |
| 1988        | True Believers                   | Elsie                  | miniserie                             |
| 1988        | Mother and Son                   | Delores                | episodio "The Surprise"               |
| 1987        | A Country Practice               | Diane Irving           | 4 episodios                           |
| 1985        | The Henderson Kids               | Alice Henderson        | episodio "The Crash: Part 1"          |
| 1983        | All the Rivers Run               | Miss Barrett           | miniserie                             |
| 1983        | Scales of Justice                | Meredith               | miniserie                             |
| 1982        | Taurus Rising                    | Libby Hilton           | -                                     |
| 1981        | Bellamy                          | Connie                 | episodio "A Minor Charge of Murder"   |
| 1981        | Holiday Island                   | Marie-Claude           | episodio "Treasure Ship"              |
| 1980        | Prisoner                         | Jacki Nolan            | 11 episodios                          |
| 1980        | The Young Doctors                | Diane Brooke           | episodio # 1.872                      |
| 1979        | Chopper Squad                    | Jenny                  | episodio "The Big Trip"               |
| 1977        | Young Ramsay                     | Tess Cameron           | episodio "A Kid Is a Kid"             |
| 1977        | The Restless Years               | Gail Lawrence          | -                                     |
| 1977        | Cop Shop                         | Alison Finlay          | -                                     |
| 1976        | The Sullivans                    | Pamela                 | -                                     |
| 1973 - 1974 | Division 4                       | Jenny Franklin         | 4 episodios                           |
| 1974        | Ryan                             | Lacey Glen             | episodio "A Little Something Special" |
| 1974        | Matlock Police                   | Madeleine Reynolds     | episodio "Two to One Against"         |
| 1974        | And the Big Men Fly              | -                      | -                                     |
| 1973        | Boney                            | Marion                 | episodio "Boney and the Powder Trail" |
| 1973        | Certain Women                    | Marjorie Faber         | -                                     |
| 1972        | Snake Gully with Dad and Dave    | Mabel                  | 8 episodios                           |
| 1972        | Homicide                         | Trish Langley          | episodio "Change of Heart"            |
| 1971        | Dead Men Running                 | Teresa Doherty         | -                                     |

- Películas

| Año  | Título              | Personaje        | Notas                                                                                              |
| ---- | ------------------- | ---------------- | -------------------------------------------------------------------------------------------------- |
| 2013 | 101 Cupcakes        | Matilda          | corto - junto a Ivy Mak, Tara Morice y Shondelle Pratt                                             |
| 2009 | In Her Skin         | Joy              | junto a Guy Pearce, Miranda Otto, Sam Neill, Rebecca Gibney y Khan Chittenden                      |
| 2009 | Emergence           | Margaret         | corto - junto a Oliver Ackland, Pippa Black y Anthony Furlong                                      |
| 2005 | Marti's Party       | Trish            | corto - junto a Garry McDonald, Joan Sydney y Peter Moon                                           |
| 1998 | Never Tell Me Never | Shirley Shepherd | junto a Claudia Karvan, Michael Caton, John Howard, Robert Mammone, Joel Edgerton y Justine Clarke |
| 1997 | The Cowboy          | -                | corto - junto a Richard Carterk, Charlton Hill y Matthew Lilley                                    |
| 1989 | A Sting in the Tale | Diane Lane       | junto a Gary Day, Gordon Goulding, Tony Mack y John Noble                                          |
| 1989 | Traveling Man       | -                | junto a John Lithgow, Jonathan Silverman, Margaret Colin y David Dwyer                             |
| 1988 | After Marcuse       | Liz              | junto a Penne Hackforth-Jones, Grigor Taylor, David Whitney y Paul Mason                           |
| 1987 | Travelling North    | Sophie           | junto a Leo McKern, Julia Blake, Graham Kennedy, Roger Oakley y Drew Forsythe                      |
| 1983 | Double Deal         | Miss Stevens     | junto a Louis Jourdan, Angela Punch McGregor, Warwick Comber, Peter Cummins y Bruce Spence         |
| 1982 | The Highest Honor   | Mrs. Page        | junto a Craig Ballard, James Belton, Steve Bisley, John Howard y Tony Bonner                       |
| 1982 | The Applicant       | -                | junto a Brandon Burke, Alan Dale, Diana Davidson y Mercia Deane-Johns                              |
| 1977 | The Mango Tree      | Miss Pringle     | junto a Geraldine Fitzgerald, Robert Helpmann, Terry McDermott y Jonathan Hardy                    |
| 1977 | Roses Bloom Twice   | -                | junto a Glynis McNicoll, John Allen y Michael Craig                                                |
| 1977 | The Newman Shame    | Ginger           | junto a George Lazenby, Judy Nunn y Colin Borgonon                                                 |
| 1970 | Ned Kelly           | Maggie Kelly     | junto a Mick Jagger, Clarissa Kaye-Mason y Mark McManus                                            |

- Apariciones

| Año  | Título           | Notas                                                         |
| ---- | ---------------- | ------------------------------------------------------------- |
| 2002 | Australian Story | apareció durante el episodio "Happy as Garry: Garry McDonald" |

- Teatro[1]

| Año         | Título                 | Personaje | Director (a)         | Teatro              | Notas                                                                             |
| ----------- | ---------------------- | --------- | -------------------- | ------------------- | --------------------------------------------------------------------------------- |
| 2011        | Don Parties On         | Helen     | Robyn Nevin          | -                   | junto a Georgia Flood, Frankie J. Holden, Tracy Mann y Garry McDonald             |
| 2005        | Two Brothers           | -         | Simon Phillips       | Civic Theatre       | junto a Rodney Afif, Caroline Brazier, Hamish Michael y Garry McDonald            |
| 2003        | Wicked Sisters         | -         | Kate Gaul            | Alexander Theatre   | junto a Valerie Bader, Lorna Leslie y Barbara Stephens                            |
| 2002        | After the Ball         | -         | Sandra Bates         | Ensemble Theatre    | junto a Andrew McFarlane, Judy Howard y Patricia Jones                            |
| 2001        | A Conversation         | -         | Sandra Bates         | Ensemble Theatre    | junto a Robert Coleby, Glenn Hazeldine y Deborah Kennedy                          |
| 2001        | The Women              | -         | Mary-Anne Gifford    | Q Theatre           | junto a Sandra Eldridge, Peta Toppano y Sarah Woods                               |
| 1999 - 2000 | Fac to Face            | -         | Sandra Bates         | Riverside Theatre   | junto a Lauren Clair, Andrew Doyle, Felicity Price y Duncan Young                 |
| 1996        | Money and Friends      | -         | Sandra Bates         | Ensemble Theatre    | junto a Robin Bowering, Frank Garfield, Linda Newton y Michael Ross               |
| 1995 - 1996 | Double Act             | -         | Alan Becher          | Ford Theatre        | junto a Garry McDonald                                                            |
| 1994        | The Heidi Chronicles   | -         | Alan Becher          | Playhouse Theatre   | junto a James Berlyn, Peter Finlay, Samantha Murray y Tina Williamson             |
| 1994        | Three Hotels           | -         | Sandra Bates         | Ensemble Theatre    | junto a Henri Szeps                                                               |
| 1990        | Love Letters           | -         | Stephen Lloyd Helper | -                   | junto a Simone Buchanan, Drew Forsythe, Marcus Graham y Andrew McFarlane          |
| 1983        | The Marginal Farm      | -         | Richard Roberts      | Russell St. Theatre | junto a Chris Connelly, Terence Donovan, Justine Saunders y Suzette Williams      |
| 1975        | Hobson's Choice        | -         | Ted Craig            | Parade Theatre      | junto a John Bluthal, Ralph Cotterill, Liz Marshall y Peter Weston                |
| 1972        | Bigotry V.C.           | -         | Larry Eastwood       | Nimrod St. Theatre  | junto a Terry Bader, Max Cullen, Barry Lovett y Carole Skinner                    |
| 1972        | Housey                 | -         | Aarne Neeme          | Nimrod St. Theatre  | junto a Max Cullen, Chris Haywood, Nick Enright y Barry Lovett                    |
| 1971        | A Month in the Country | -         | Robin Lovejoy        | Parade Theatre      | junto a John Cousins, John Hargreaves, Melissa Jaffer y Martin Vaughan            |
| 1971        | The Man of Mode        | -         | Richard Wherrett     | Parade Theatre      | junto a Anne Haddy, John Hargreaves, Melissa Jaffer, Garry McDonald y Helen Morse |
| 1971        | As You Like It         | -         | Jim Sharman          | Parade Theatre      | junto a Terry Bader, John Hargreaves, Garry McDonald y Ken Shorter                |
| 1968        | Hippolytus             | -         | -                    | Jane St. Theatre    | junto a John Allen, Philip Cook, Drew Forsythe, John Hunter y John Wood           |

## Premios y nominaciones
| Año  | Categoría                         | Premio    | Obra           | Resultado |
| ---- | --------------------------------- | --------- | -------------- | --------- |
| 1978 | Best Actress in a Supporting Role | AFI Award | The Mango Tree | Nominada  |